# Ivica Mornar
Ivica Mornar (Split, Croacia, 12 de enero de 1974) es un exfutbolista croata, que ocupaba de delantero.
Se formó en las filas del Hajduk Split. Después jugó en el Eintracht Frankfurt alemán y en el Sevilla FC y el CD Ourense de España.
En el verano de 1998 se marchó a la liga belga, donde jugaría un centenar de encuentros entre el Standard de Lieja y el Anderlecht. Su buen juego en Bélgica posibilitó su fichaje por el Portsmouth de la Premier League en el mercado de invierno de la temporada 2003-04, pero Mornar no tendría demasiada fortuna en el conjunto inglés. Tan solo jugó 8 partidos y marcó un gol antes de ser cedido al Anderlecht y al Stade Rennais. En el 2006, de nuevo en el Portsmouth, solo aparece en dos ocasiones antes de poner fin al contrato.

## Clubes
| Club                | País       | Años        | Partido/Goles |
| ------------------- | ---------- | ----------- | ------------- |
| Hajduk Split        | Croacia    | 1991 - 1995 | 20 (4)        |
| Eintracht Frankfurt | Alemania   | 1995 - 1996 | 19 (2)        |
| Sevilla FC          | España     | 1996 - 1998 | 14 (2)        |
| CD Ourense (Cedido) | España     | 1997 - 1998 | 29 (8)        |
| Standard Lieja      | Bélgica    | 1998 - 2001 | 83 (33)       |
| RSC Anderlecht      | Bélgica    | 2001 - 2004 | 85 (32)       |
| Stade Rennes        | Francia    | 2004 - 2005 | 12 (2)        |
| Portsmouth FC       | Inglaterra | 2005 - 2006 | 15 (0)        |